# Телікольський сільський округ
Теліко́льський сільський округ (каз. Телікөл ауылдық округі, рос. Теликольський сельский округ) — адміністративна одиниця у складі Шиєлійського району Кизилординської області Казахстану. Адміністративний центр та єдиний населений пункт — село Абдільда Тажибаєва.
Населення — 1558 осіб (2021; 1725 у 2009, 1350 у 1999, 1628 у 1989).
Станом на 1989 рік існувала Телікольська сільська рада (села Актуган, Теліколь). Пізніше село Актоган утворило окремий Актоганський сільський округ.